# Hiperfosfatemia
La hiperfosfatemia es un trastorno hidroelectrolítico con una anormal elevación del nivel de fosfato en la sangre. A menudo, los niveles de calcio son bajos (hipocalcemia) debido a la precipitación de fosfato con el calcio en los tejidos.
Se asocia con un hipoparatiroidismo y se ve comúnmente en la falla renal crónica. Los altos niveles del fosfato pueden ser evitados con quelantes de fosfato y la restricción dietética de fosfato.
En insuficiencia renal crónica el fósforo se acumula en sangre por la incapacidad del riñón para excretar dicha sustancia, produciendo como consecuencia una alteración de la parathormona produciendo alteraciones en la presión arterial así como una hipocalcemia y la activación de los osteoclastos, célula que fungirá como degradadora del hueso para la obtención del calcio. 
Para regular los niveles de fósforo es conveniente que se regulen los niveles de proteínas, una ingesta adecuada de proteína mejorará como consecuencia los niveles del fósforo, pero se declinaran los niveles de calcio por lo que se necesitará una suplementación en forma de carbonato o citrato de calcio, la suplementación actuará como quelante del fósforo enlazándolo al calcio lo que impedirá que se produzca una absorción del fósforo a sangre.
Para un enfermo de insuficiencia renal crónica la ingesta promedio de fósforo será de 8-12 mg/kg/día.

## Etiología
| Causas de hiperfosfatemia                      | |
| ---------------------------------------------- | --- |
| Deterioro de la excreción renal de fosfato     | - Insuficiencia renal - Hipoparatiroidismo - Del desarrollo - Autoimmune - Después de la cirugía o la radiación del cuello - Activación de las mutaciones del receptor sensible al calcio - Supresión de las paratiroidas - Hipercalcemia no paratiroidea - Intoxicación por vitamina D o vitamina A - Sarcoidosis, otras enfermedades granulomatosas - Inmovilización, metástasis osteolíticas - Síndrome leche-álcali - Hipermagnesemia o hipomagnesemia graves - Pseudohipoparatiroidismo - Acromegalia - Calcinosis tumoral - Tratamientos con heparina |
| Cargas masivas de fosfato líquido extracelular | - Rápida administración de fosfato exógeno (intravenoso, oral, rectal) - Lesión celular o necrosis extensa - Lesiones por aplastamiento - Rabdomiólisis - Hipertermia - Hepatitis fulminante - Tratamientos citotóxicos - Anemia hemolítica grave - Cambios en el fosfato transcelular - Acidosis metabólica - Acidosis respiratoria |